# Eutaenia
Eutaenia es un género de escarabajos longicornios de la tribu Lamiini.

## Especies
- Eutaenia alboampliata Breuning, 1964
- Eutaenia albomaculata Breuning, 1935
- Eutaenia borneensis Aurivillius, 1911
- Eutaenia corbetti Gahan, 1893
- Eutaenia formosana Matsushita, 1941
- Eutaenia oberthueri Gahan, 1895
- Eutaenia trifasciella (White, 1850)